# Mines de Batère
Les mines de Batère et des Indis sont des mines de fer situées dans le massif du Canigou, au lieu-dit Batère, sur la commune de Corsavy, dans les Pyrénées-Orientales.

## Géographie
Les anciennes mines de fer de Batère et des Indis sont situées dans les Pyrénées, massif du Canigou en Vallespir région Occitanie France.

## Histoire
Elles ont été exploitées depuis le IIe siècle av. J.-C. d'abord à ciel ouvert puis en galeries jusqu'en 1987 arrêt de l’exploitation et le 6 septembre 1999 dépose de l’arrêt définitif en sous-préfecture de Céret.

## Galerie d'images
Quelques minéraux extraits des mines de Batère :

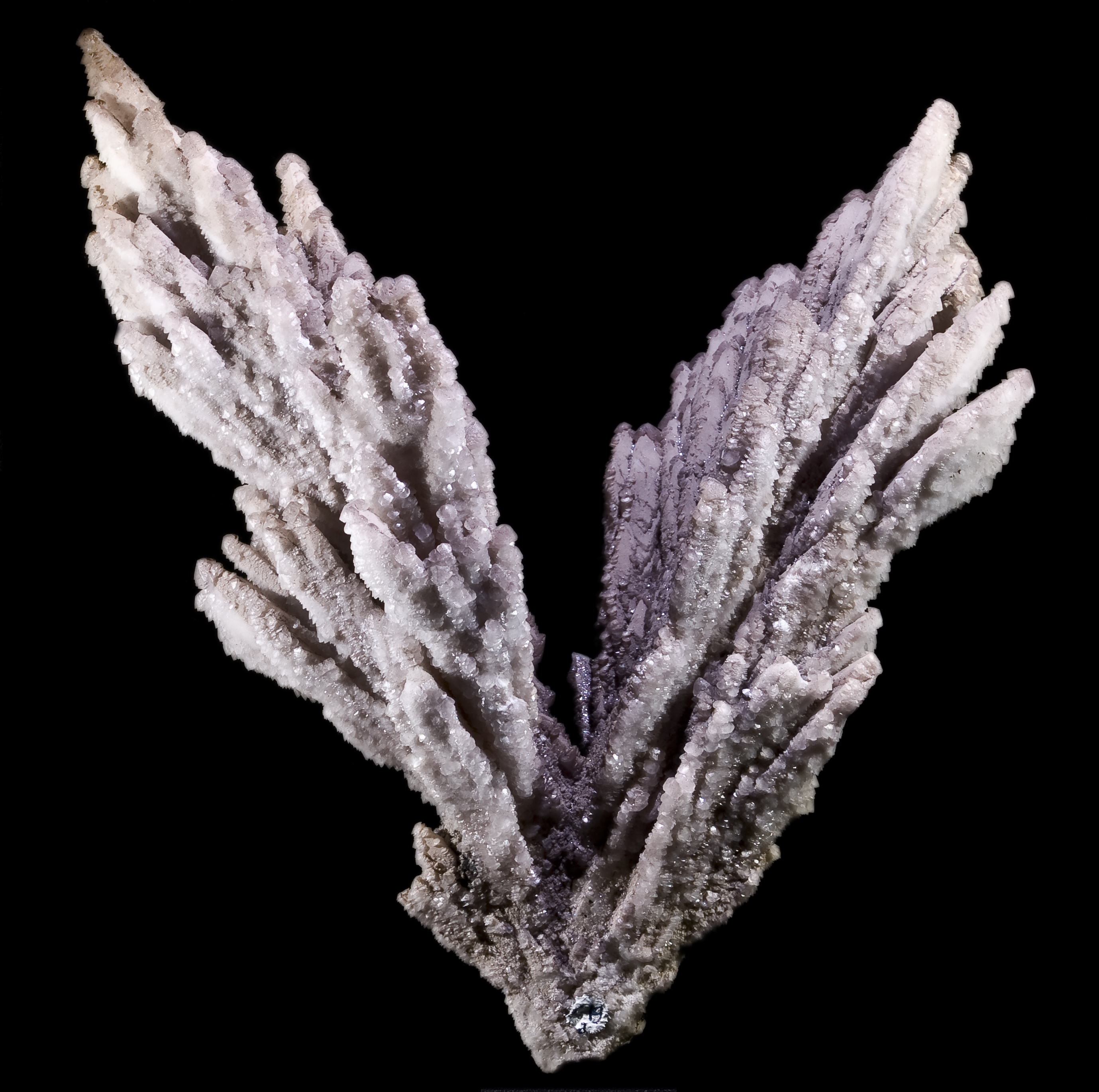
Calcite - macle polysynthétique
Calcite fluorescente
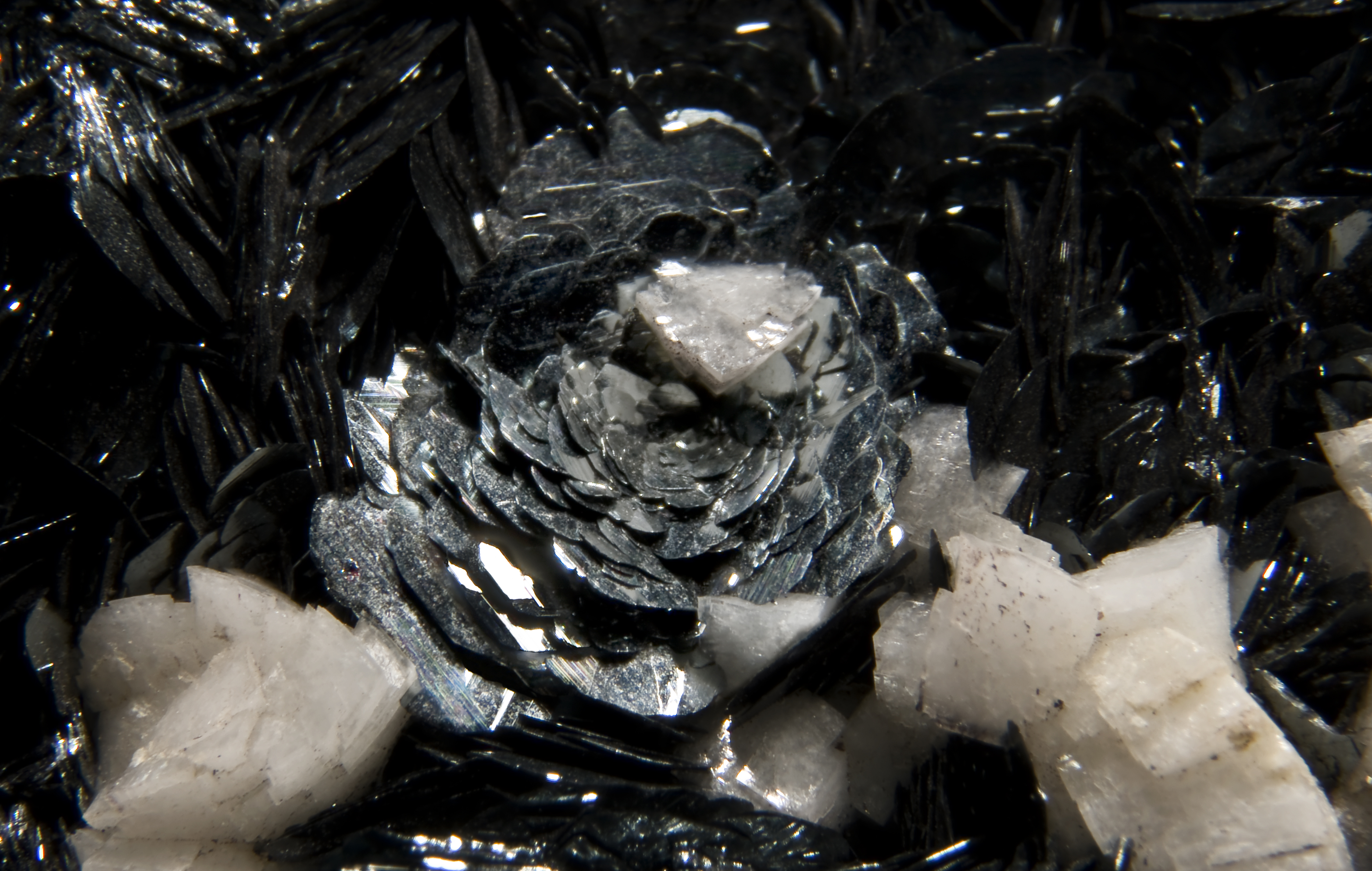
Hématite « rose de fer » et dolomite
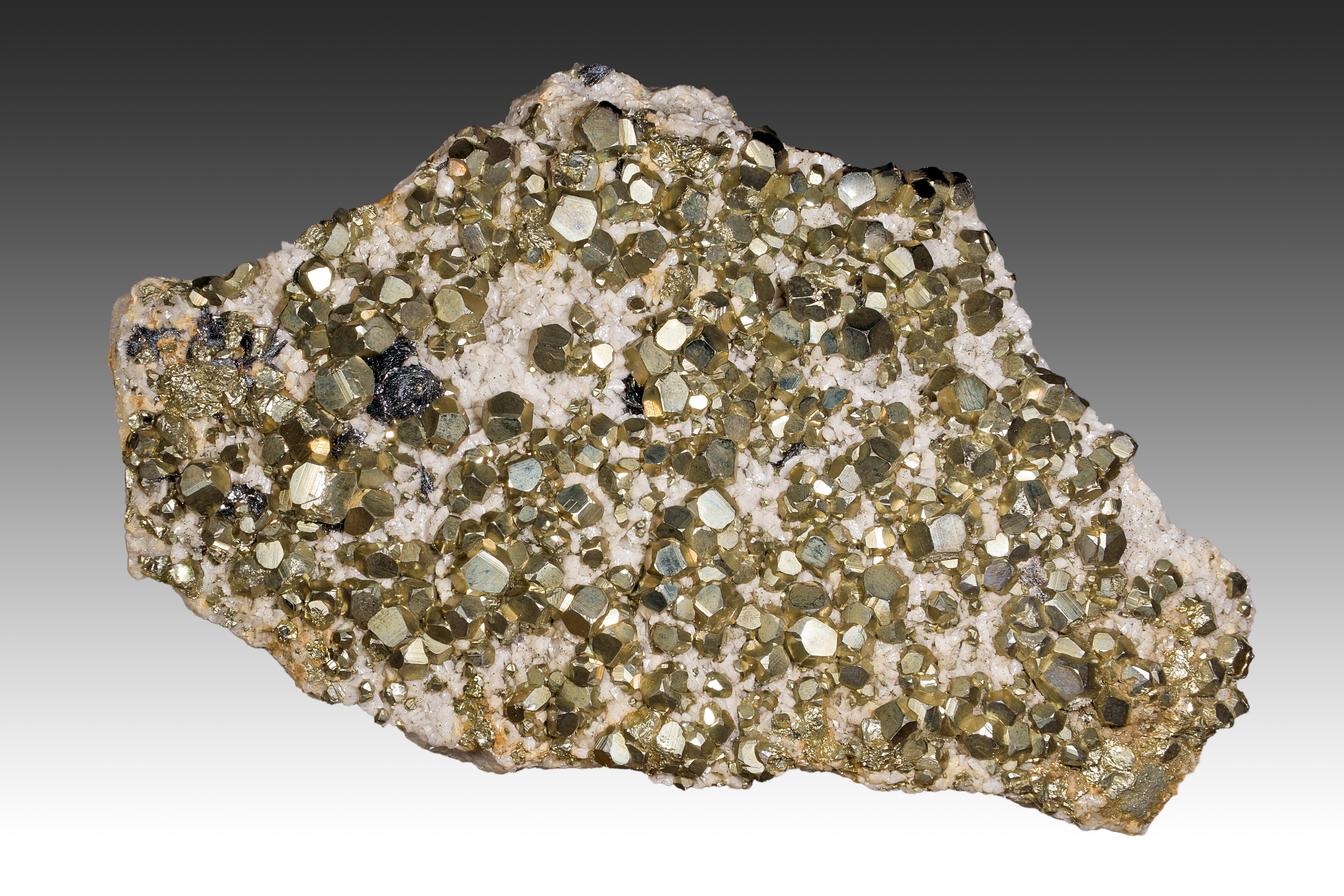
Pyrite, hématite et dolomite
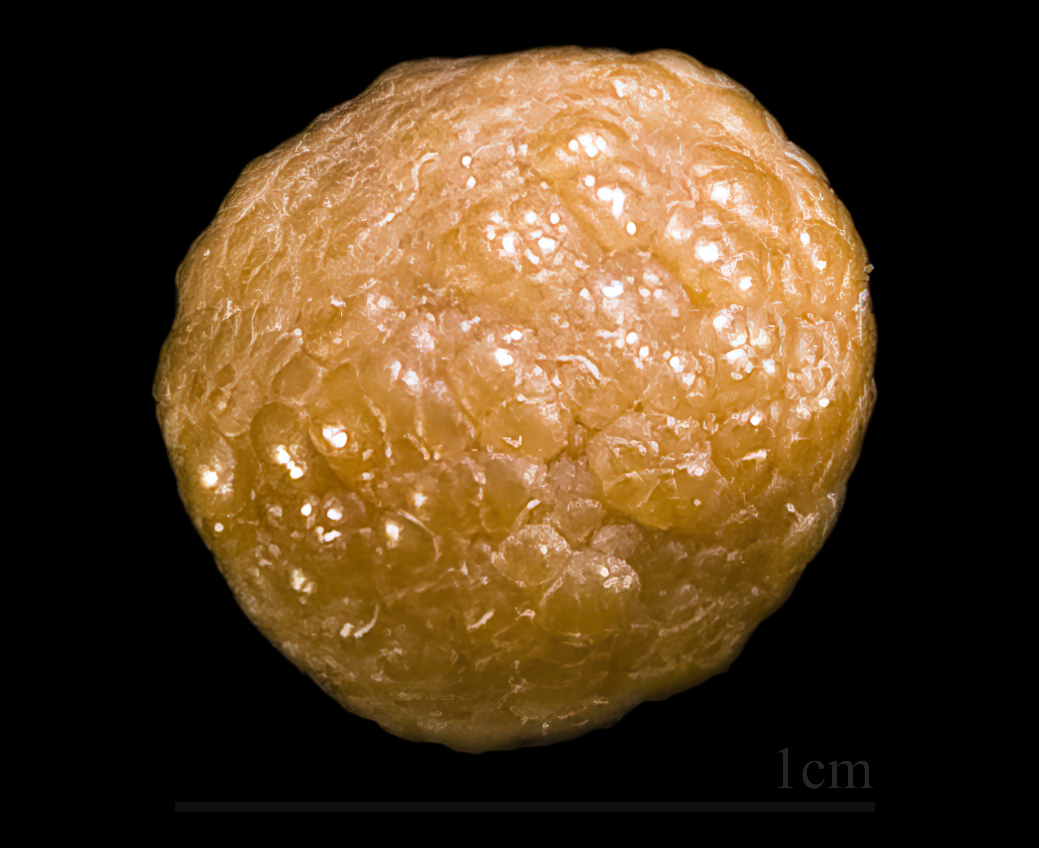
Sphaérosidérite